# Keep Your Head Up (Lucas & Steve x Firebeatz)
Keep Your Head Up is een nummer uit 2017 van het Nederlandse dj-duo Lucas & Steve en het Nederlandse producersduo Firebeatz, met vocalen van het Britse trio Little Giants.
Het nummer haalde de 28e positie in de Nederlandse Top 40. In Vlaanderen bereikte het nummer slechts de Tipparade.